# ستيفن أندرو لونش
ستيفن أندرو لونش (بالإنجليزية: Stephen Andrew Lynch)‏ هو رائد أعمال أمريكي، ولد في 3 سبتمبر 1882، وتوفي في 4 أكتوبر 1969.